# 天才てれびくんMAXの生放送
天才てれびくんMAXの生放送（てんさいてれびくんマックスのなまほうそう）は、『天才てれびくんMAX』で編成されていた生放送について解説する。

## 概要
1998年度から2002年度までの生放送はCGバーチャルスタジオで行われるゲームをメインとした内容であったが、『天才てれびくんMAX』初年度の2003年度では生放送が編成されず、木曜日は収録によるCGスタジオゲームコーナー「ゴルゴ13人」「ゴルゴ13面相」が放送された。
2004年3月25日の木曜日に放送された2003年度1回限りの「年度末特別生放送」では、てれび戦士全員参加のトークコーナーが収録パートとして放送された。
2004年度から木曜日で生放送が再開されたが、1998年度から2002年度までの生放送と比較してゲームコーナーが大幅に削減された。

## Thursday live
| 生放送 | 2003 - 2004 - 2005 |

『天才てれびくんMAX』2004年度の木曜日に編成された生放送。

### 2004年度 基礎情報
- 期間：2004年4月8日 - 2005年1月27日
- 時間：木曜 18:20 - 19:00（40分）
- 回数：27回
- 舞台：プラズマ界 海底ライブハウス「クラブチューリッツ（Club Züritz）」
- 主題歌：てれび戦士2004「PARTY IS OPEN!」

### 2004年度 概要
ストーリー上、対立関係にあるレインボー・ガーディアンズとアンダー・ワールド・ファミリーがコーナーを担当。司会は、1学期は中学生戦士とベテラン戦士が行っていたが、2学期以降は井出卓也、飯田里穂、前田公輝、村田ちひろの4人が行なった（1度だけド・ランクザン望も担当している）。CGキャラクターのラビ4.8号（声：坂口候一）が司会の補助を行う。最終放送ではエンディングにThursday liveテーマ曲を歌った。

### 2004年度 コーナー
- HAPPYサプライズ

てれび戦士が誕生日の視聴者のところにお祝いに行き、天てれ特製バースデー・カードをプレゼント。てれび戦士の誕生日のときは放送の中で一言扱われる。
- rarara○ラボ

毎回、その一流のゲストを呼んで作詞をしたり早口言葉に挑戦したり、視聴者からの応募を中心に進行していくコーナー。「○ラボ」は、題名が「歌ラボ」「絵ラボ」「ことラボ」など週によって変わる。
- 天てれゲーム対決

視聴者参加で行うゲーム企画。前期は「テレDenハンター」、後期は「テレDen絵スチャー」が行われた。
「テレDenハンター」は2人の視聴者の対決企画。テレビ電話でつながった2人の視聴者が対決し、お題として出されたカナ1文字から始まるものを制限時間内に家の中から探してくる。より多く探してこれた方が勝利。
「テレDen絵スチャー」は視聴者1人の挑戦企画。戦士が絵を描く様子を見て、それが何かを当てていく。誤答回数に制限はなく、正解もしくはパスした時点で次の戦士へ交代（お題も変わる）、制限時間内に正解した問題数が得点（最大15問）となる。当初は全く脈絡のない単語が出題されていたが、途中からはテーマに沿ったお題が出題されるようになった（ただしテーマは隠されており、解答中に推理していく必要がある）。最終回ではそれまで正解数が1位であった視聴者2人の対決（わかった時点で早押し、正解で1ポイント）でチャンピオン決定戦が行われたが、8問を双方4問ずつ正解したため両者チャンピオンとなった。
- MTK（ミュージックてれびくん）

天てれおなじみのコーナー。たまに無いこともある。
- 天てれミニLIVE

MTKライブや、M.S.P（以前はM.F.P）のライブコーナー。
- 似顔絵コンテスト

初回ではFAX番号を間違えてしまうハプニングがあったこのコーナー。てれび戦士の○○の時の顔を生放送で募集したコーナーで、6月に終了。
- 来週の天てれガイド

10月14日から12月2日まで放送。てれび戦士が次週の番組予告をするコーナー。
- 再来週の天てれガイド

11月4日に放送された。この日は次週が総集編だったため「来週の天てれガイド」（30秒程度）の後に再来週分のコーナーを紹介した。
- あなたが選ぶ ドラマ名場面集!

1月13日に放送された。ドラマが間もなくクライマックスを迎えるこの日視聴者から募集したドラマ名場面集、てれび戦士やTIMの感想などを放送。

### 2004年度 放送日程
1. 2004年04月08日 [1]
2. 2004年04月15日 [2]
3. 2004年04月22日 [3]
4. 2004年04月29日 [4]
5. 2004年05月13日 [5]
6. 2004年05月20日 [6]
7. 2004年05月27日 [7]
8. 2004年06月03日 [8]
9. 2004年06月17日 [9]
10. 2004年06月24日 [10]
11. 2004年07月01日 [11]
12. 2004年07月08日 [12]
13. 2004年09月09日 [13]
14. 2004年09月16日 [14]
15. 2004年09月23日 [15]
16. 2004年09月30日 [16]
17. 2004年10月14日 [17]
18. 2004年10月21日 [18]
19. 2004年10月28日 [19]
20. 2004年11月04日 [20]
21. 2004年11月18日 [21]
22. 2004年11月25日 [22]
23. 2004年12月02日 [23]
24. 2004年12月09日 [24]
25. 2005年01月13日 [25]
26. 2005年01月20日 [26]
27. 2005年01月27日 [27]

## ユゲデランドから生放送!
| 生放送 | 2004 - 2005 - 2006 |

『天才てれびくんMAX』2005年度の木曜日に編成された生放送。

### 2005年度 基礎情報
- 期間：2005年4月7日 - 2006年1月26日
- 時間：木曜 18:20 - 19:00（40分）
- 回数：27回
- 舞台：ユゲデール王国 遊園地「ユゲデランド」

### 2005年度 概要
司会は前田公輝、ド・ランクザン望、飯田里穂、村田ちひろの中2戦士から男女1人ずつの組み合わせで行っている（10月13日のみド・ランクザン望と篠原愛実が担当）。最後の回は全員が出演したため、コーナーごとに交代で司会を担当した。また、前年度の生放送にはほとんど登場しなかったTIMの2人もこの年度は毎回出演するようになった（なお5月26日放送分のみゴルゴ松本扮するゴルゴ男爵が、別番組の仕事でイギリスに行っていたため出演していない）。長期再放送期間では同じ木曜日にユゲトモのみ再放送されることがあった。

### 2005年度 コーナー
- HAPPYサプライズ

2004年度から継続。毎回、その週に誕生日を迎える視聴者を公募して、そのうち何名かをてれび戦士が突然お宅訪問をするコーナー。視聴者には王冠とユゲデランド友の会・会員証が与えられる。コーナーは中継され、番組内でオープニングトーク後、番組中盤あたり、番組エンディング前に放送される。1軒をサプライズする場合は最後の中継で誕生日の子をサプライズ。2軒以上の場合は番組中盤の中継や、最初の中継でサプライズする。サプライズ以外の中継ではヒントとなるその土地の有名な場所やもの、食べ物などが紹介される。ちなみに、中継は携帯電話のテレビ電話機能を使っている。なお、総集編週が誕生日の視聴者は翌週の生放送が「HAPPYサプライズ」の対象となる。ただし長期総集編期間中は生放送がないため「HAPPYサプライズ」をやっておらず、学期末最終週の生放送で月末までの視聴者が「HAPPYサプライズ」の対象となり、8月・2月・3月生まれの視聴者はMTKクラシック「誕生日のうた」のテロップで紹介された。
- ユゲトモ

「ユゲデール友の会」の略称。毎回ゲストを呼び、子供時代の話やエピソードのクイズを行なう。出演したゲストには会員証が渡されユゲデランドのアトラクションが乗り放題になる。ちなみに、有効期限は「89」（エイキュウ）である。また長期総集編時に一部の回を除いて再放送され、再放送時は映像にテロップも加えられた。
なお、「ユゲトモ会員」は1～22がてれび戦士（年齢順）、23・24がレッド長官・ゴルゴ男爵、25以降にユゲトモゲストや番組でお便りが紹介された視聴者に充てられた。
- あるある音頭

毎回テーマを決め、そのテーマで「あるある」と思うことを視聴者から募集し、発表するコーナー。審査員は審査委員長のレッド吉田扮するレッド長官、ユゲトモのゲスト、てれび戦士1名の計3名で、最優秀賞に選ばれた視聴者にはユゲトモ会員証が贈られる。10月20日の放送をもって終了。
- 不思議お調べ隊

視聴者から送られてきた身近な不思議な場所・人・モノをてれび戦士がリポートしてくるコーナー。3チームに分かれた審査チームが1チーム5段階の評価をする。12ビックリ以上の評価を取ったリポートのは殿堂入りする。
- お便り紹介

その週に放送されたコーナーの感想や、てれび戦士への質問を紹介。ユゲトモとあるある音頭が時間を押しているのでこのコーナーがクッションの役割をしている。
- 今日の早口ことば

2004年度の「rararaことラボ」で取り上げた早口ことばを引き続き募集し、エンディングぎりぎりに挑戦。こちらも時間が押しているときはクッションとなる。
- 天てれミニLIVE

エンディングMTKで放送されている曲が最終週の日にフルバージョンを生で歌う。
- なりきりジェスチャー

第5回のみ放送された。ユゲトモ回答チームでお題に与えられたものを体で表現し、それをゲストが回答する。
- 緊急特別企画!アニメのアフレコに挑戦!

2005年9月29日放送。川﨑樹音と笠原拓巳がNHKアニメ劇場『雪の女王』のアフレコに挑戦した。
- HAPPYサプライズ特集

2005年10月13日放送。前年度にも同じ企画もあったが、今回は誕生日の子供の家族の様子と初サプライズをした藤本七海の舞台裏を放送した。
- もう一度みたいあのシーン

### 2005年度 放送日程
| 回 | 放送日         | ユゲトモ ゲスト                                    | 脚注   |
| -- | -------------- | -------------------------------------------------- | ------ |
| 01 | 2005年04月07日 | No.23 レッド長官 / No.24 ゴルゴ男爵                | [ 28 ] |
| 02 | 2005年04月14日 | No.29 安田大サーカス（団長安田、HIRO、クロちゃん） | [ 29 ] |
| 03 | 2005年04月21日 | No.33 アニマル浜口                                 | [ 30 ] |
| 04 | 2005年04月28日 | No.40 陣内智則                                     | [ 31 ] |
| 05 | 2005年05月12日 | No.44 よゐこ（濱口優、有野晋哉）                   | [ 32 ] |
| 06 | 2005年05月19日 | No.49 土田晃之                                     | [ 33 ] |
| 07 | 2005年05月26日 | No.54 さとう珠緒                                   | [ 34 ] |
| 08 | 2005年06月02日 | No.57 ガッツ石松                                   | [ 35 ] |
| 09 | 2005年06月16日 | No.61 山咲トオル                                   | [ 36 ] |
| 10 | 2005年06月23日 | No.67 ふじいあきら                                 | [ 37 ] |
| 11 | 2005年06月30日 | No.71 山田花子                                     | [ 38 ] |
| 12 | 2005年07月07日 | No.76 光浦靖子（オアシズ）                         | [ 39 ] |
| 13 | 2005年09月08日 | No.81 KABA.ちゃん                                  | [ 40 ] |
| 14 | 2005年09月15日 | No.85 ホリ                                         | [ 41 ] |
| 15 | 2005年09月22日 | No.89 華原朋美                                     | [ 42 ] |
| 16 | 2005年09月29日 | No.93 中川翔子                                     | [ 43 ] |
| 17 | 2005年10月13日 | No.97 森公美子                                     | [ 44 ] |
| 18 | 2005年10月20日 | No.101 松岡修造                                    | [ 45 ] |
| 19 | 2005年10月27日 | No.104 レギュラー（松本康太、西川晃啓）            | [ 46 ] |
| 20 | 2005年11月03日 | No.107 武田修宏                                    | [ 47 ] |
| 21 | 2005年11月17日 | No.109 アンジャッシュ（児嶋一哉、渡部建）          | [ 48 ] |
| 22 | 2005年11月24日 | No.112 前田健                                      | [ 49 ] |
| 23 | 2005年12月01日 | No.116 大林素子                                    | [ 50 ] |
| 24 | 2005年12月08日 | No.120 ノッポさん / No.121 ゴン太くん              | [ 51 ] |
| 25 | 2006年01月12日 | No.124 間寛平                                      | [ 52 ] |
| 26 | 2006年01月19日 | No.129 根本はるみ                                  | [ 53 ] |
| 27 | 2006年01月26日 | No.133 佐藤弘道                                    | [ 54 ] |

## ハッピー木曜!
| 生放送 | 2005 - 2006 - 2007 |

『天才てれびくんMAX』2006年度の木曜日に編成された生放送。

### 2006年度 基礎情報
- 期間：2006年4月6日 - 2007年3月8日
- 時間：木曜 18:20 - 18:55（35分）
- 回数：32回
- 舞台：ユゲデール王国 庭園「ユゲデガーデン」
- 司会：井上マー、山口美沙

### 2006年度 コーナー
- ハッピーサプライズ

てれび戦士が誕生日の視聴者のところにお祝いに行き、得意なことなどサプライズをする。
- ハッピーヘッドライン
- 夕食よばれ隊
- 朝起こし隊
- おかたずけ隊
- てれび戦士になりきり隊
- あやまり隊
- おめで隊
- 君に食べさせ隊
- おしゃれにし隊
- 動物のお悩み解決し隊
- チャンピオンに挑戦し隊
- ハッピーテレホン
- ハッピーフェイス

### 2006年度 放送日程
1. 2006年04月06日 [55]
2. 2006年04月13日 [56]
3. 2006年04月20日 [57]
4. 2006年04月27日 [58]
5. 2006年05月11日 [59]
6. 2006年05月18日 [60]
7. 2006年05月25日 [61]
8. 2006年06月01日 [62]
9. 2006年06月15日 [63]
10. 2006年06月22日 [64]
11. 2006年06月29日 [65]
12. 2006年07月06日 [66]
13. 2006年09月07日 [67]
14. 2006年09月14日 [68]
15. 2006年09月21日 [69]
16. 2006年09月28日 [70]
17. 2006年10月12日 [71]
18. 2006年10月19日 [72]
19. 2006年10月26日 [73]
20. 2006年11月09日 [74]
21. 2006年11月16日 [75]
22. 2006年11月23日 [76]
23. 2006年11月30日 [77]
24. 2006年12月07日 [78]
25. 2007年01月11日 [79]
26. 2007年01月18日 [80]
27. 2007年01月25日 [81]
28. 2007年02月01日 [82]
29. 2007年02月15日 [83]
30. 2007年02月22日 [84]
31. 2007年03月01日 [85]
32. 2007年03月08日 [86]

## ウキウキ木曜! 2007年度
| 生放送 | 2006 - 2007 - 2008 |

『天才てれびくんMAX』2007年度の木曜日に編成された生放送。

### 2007年度 基礎情報
- 期間：2007年4月5日 - 2008年3月6日
- 時間：木曜 18:20 - 18:55（35分）
- 回数：32回
- 舞台：ナンダーMAX 遊園地「ウキウキパーク」
- 司会：ハリセンボン
  - 近藤春菜（こんどん）
  - 箕輪はるか（みのぽー）

### 2007年度 コーナー
- ハッピーサプライズ

てれび戦士が誕生月の視聴者の所へお祝いへ行き、得意な事等をサプライズする。MAX終了まで続いたコーナー。
- ウキウキにらめっこ

てれび戦士が笑いそうな変顔を募集しそれぞれてれび戦士を得点に笑った得点でチャンピオンを決める。
- ウキウキコーディネート
- ウキウキマナーズ
- ウキウキペディア
- お願い!てれび戦士!!
- ウキウキこんどんダンス
- ウキウキショータイム
- ウキウキ天てるた
- ウキウキしゃきトレっ!

渡邊エリーと体操の先生が考えた朝をしゃきっと目覚める体操を視聴者と一緒にやる企画。
- 勝ち抜きジブン選手権
- ウキウキランキングSHOW
- ウキウキマイタウン

司会の笠原拓巳がある町に行き、出演する視聴者達と共にそこの方言や食べ物などに関するクイズを出題し、スタジオの戦士が2チームに分かれ解答する。2008年度も継続。翌年からは笠原に加えアシスタントの戦士が同行することになった。また、笠原に代わり千葉一磨が司会進行をしたことがある。
- みのぽ〜の窓

ハリセンボンの箕輪はるか扮するみのぽ〜が、視聴者から寄せられた質問に「窓」を開けて面白く答えるという企画。尚、この時お便りを紹介しているてれび戦士は、みのぽ〜を「みのぽ〜様」と呼ぶ。2008年度も継続。2008年10月23日まで「窓」は小さいカーテンだったが、コーナー名が「真・みのぽ〜の窓」と変わった2008年10月30日の放送では「窓」はブラインドになっていた。しかしブラインドは最初の回でしか使われず、リニューアル2回目以降の放送では「窓」をスライド式のすりガラスに再度変えた。

### 2007年度 放送日程
1. 2007年04月05日 [87]
2. 2007年04月12日 [88]
3. 2007年04月19日 [89]
4. 2007年04月26日 [90]
5. 2007年05月10日 [91]
6. 2007年05月17日 [92]
7. 2007年05月24日 [93]
8. 2007年05月31日 [94]
9. 2007年06月14日 [95]
10. 2007年06月21日 [96]
11. 2007年06月28日 [97]
12. 2007年07月05日 [98]
13. 2007年09月06日 [99]
14. 2007年09月13日 [100]
15. 2007年09月20日 [101]
16. 2007年09月27日 [102]
17. 2007年10月11日 [103]
18. 2007年10月18日 [104]
19. 2007年10月25日 [105]
20. 2007年11月08日 [106]
21. 2007年11月15日 [107]
22. 2007年11月22日 [108]
23. 2007年11月29日 [109]
24. 2007年12月06日 [110]
25. 2008年01月10日 [111]
26. 2008年01月17日 [112]
27. 2008年01月24日 [113]
28. 2008年01月31日 [114]
29. 2008年02月14日 [115]
30. 2008年02月21日 [116]
31. 2008年02月28日 [117]
32. 2008年03月06日 [118]

## ウキウキ木曜! 2008年度
| 生放送 | 2007 - 2008 - 2009 |

『天才てれびくんMAX』2008年度の木曜日に編成された生放送。

### 2008年度 基礎情報
- 期間：2008年4月3日 - 2009年3月5日
- 時間：木曜 18:20 - 18:55（35分）
- 回数：32回
- 舞台：ナンダーMAX 遊園地「ウキウキパーク」
- 司会：ハリセンボン
  - 近藤春菜（こんどん）
  - 箕輪はるか（みのぽー）

### 2008年度 コーナー
- ウキウキファン!たじー

ある戦士（このコーナーでは「スター○○」と表記された）のファンが2人集結し、その戦士に関するクイズに答えたり、自分が書いたファンレターを読み、どちらがいいかスタジオの戦士に判定してもらうなどして、勝負する。勝ったファンは、その戦士と放送中2人きりの時間を過ごすことができる。勝負はファンの家で行われ、中継の司会は鍋本帆乃香が担当する。
- ウキウキおしゃレスキュー

このコーナーに応募した視聴者の家に出向き、てれび戦士がその子をおしゃれに変身させる企画。ヘアアレンジ担当は細田羅夢、ファッション担当は開始当初は長谷川あかり（ウキウキアッカリーナ）、加藤ジーナ。中継の司会は藤井千帆が担当。
- ウキウキモーニング天使（エンジェル）

中村あやの扮する「アヤノン」（設定上は別人）が全国のお寝坊さんを起こす企画。2008年度の夏合宿では、てれび戦士（丸山瀬南・木村遼）がターゲットになっていた。尚、2008年度のナンデミー賞で、アヤノンが「ナイスキャラ部門」ノミネートに選ばれ、中村あやの自身が「私の友達なんですよ!」と必死にアヤノンが自分とは違う人物だと強調していた。後にダンチョ団長に「トロフィーはアヤノンの代理受賞ですか?」と諭され、「トロフィーは貰いたいです」と笑顔で答えていた。
- ウキウキ道場破リーズ

てれび戦士が視聴者からの挑戦状を受け、戦うコーナー。戦いの内容は、ご当地に関するものである。
- こんどんのカミナリおじさん

ハリセンボンの近藤春菜扮するこんどんが、視聴者から寄せられた「お怒り」に対して、感情をこめて返すという企画。尚、お便りを読むてれび戦士は、鬼の衣裳を身にまとってブルーバックで顔部分のみが放送される。この時「鬼」として出演しているてれび戦士は、こんどんを「おやびん」と呼ぶ。
- ウキウキメッセンジャー

てれび戦士がある有名人の所に行き、視聴者から送られてきた質問に答えてもらったり、子どもたちへのメッセージをもらったりするコーナー。コーナーの最後には、その有名人と一緒に、ウキウキ木曜のポーズである「ウキウッキー」をやる。
- ウキウキコツ図鑑

視聴者ができないことに関して、「コツ」を伝授するコーナー。コーナーは録画収録である。司会は千葉一磨。
- 天てれお助け団

てれび戦士が視聴者の願いを叶えるために、お手伝いをしに行くコーナー。録画収録である。
- ウキウキアッカリーナ

自称「アッキーナ」こと南明奈に似ているという長谷川あかりが、お祝いダンサー「アッカリーナ」に扮し、「一輪車に乗れるようになった」「逆上がりができるようになった」など、視聴者がクリアしたことをダンスで祝いに行くコーナー。ダンスの際流れる音楽はアヴリル・ラヴィーンのガールフレンド。長谷川に加え、もう1人のてれび戦士が「マネージャー」として同行する。なお、南本人がゲストに来た際、長谷川は「（自分と）似てないよね」と言われ、「おうちに帰りたいよ」と言った。
- ウキウキラブアワー

視聴者が恋する相手に直接伝えられない想いを、てれび戦士が代わりに伝えるコーナー。視聴者の好きな相手に対する想いの手紙を読み上げた後、戦士が相手へのラブレターを代読する。その後、戦士が視聴者に贈るラブソングを歌い上げる。
- 今日のジタク戦士

てれび戦士が、自宅の部屋からテレビ電話を介して私服で生放送の終了直前に出演する。主に、いち視聴者として番組を見た感想を述べるのが主旨。尚、最初は声のみの出演で、メインMCのハリセンボンに呼びかけられた後、スタジオの大画面に顔が写される。テレビ電話での会話という都合上、少々のタイムラグが発生し、会話が成立しないこともある。尚、このコーナーではなく、風邪の理由で当日の生放送収録に参加できなかった細田羅夢が、生放送開始直後に自宅からテレビ電話越しで一時的に出演したことも1回だけある。この日は細田自身がメインのロケ企画が放送予定だったので、ロケVTRのスタートの掛け声は細田ではなくメインMCが務めた。尚、当日の「今日のジタク戦士」は、別のてれび戦士だった。
- ウキウキ青春リクエスト

視聴者の父母がリクエストする思い出のある1曲を、てれび戦士が歌いあげるコーナー。2009年度も継続。

### 2008年度 放送日程
| 回 | 放送日         | サブタイトル                               | 脚注    |
| -- | -------------- | ------------------------------------------ | ------- |
| 01 | 2008年04月03日 | 生放送に新人全員集合                       | [ 119 ] |
| 02 | 2008年04月10日 | あかり羅夢が生放送でおしゃれ術             | [ 120 ] |
| 03 | 2008年04月17日 | と元太が忍者対決                          | [ 121 ] |
| 04 | 2008年04月24日 | 拓巳のうどんクイズ                         | [ 122 ] |
| 05 | 2008年05月08日 | 羅夢がザードを生で熱唱                     | [ 123 ] |
| 06 | 2008年05月15日 | 瀬南とファン対決                           | [ 124 ] |
| 07 | 2008年05月22日 | 話題の羞恥心 3人で登場                     | [ 125 ] |
| 08 | 2008年05月29日 | 鳥居みゆきと爆笑トーク                     | [ 126 ] |
| 09 | 2008年06月12日 | 羅夢とファンタジー                         | [ 127 ] |
| 10 | 2008年06月19日 | おさがり服をオシャレスキュー               | [ 128 ] |
| 11 | 2008年06月26日 | 特製パスタの作り方紹介                     | [ 129 ] |
| 12 | 2008年07月03日 | ハピサプ祭り みんなの家に戦士が次々に参上! | [ 130 ] |
| 13 | 2008年09月04日 | 生で夏休みの宿題発表                       | [ 131 ] |
| 14 | 2008年09月11日 | 生で夏休み宿題発表                         | [ 132 ] |
| 15 | 2008年09月18日 | 金沢からクイズ中継                         | [ 133 ] |
| 16 | 2008年09月25日 | 聖斗とファンタジー                         | [ 134 ] |
| 17 | 2008年10月09日 | 生でおしゃレスキュー                       | [ 135 ] |
| 18 | 2008年10月16日 | ナマで小豆島オリーブ対決!!                 | [ 136 ] |
| 19 | 2008年10月23日 | ナマで聖夜とファンタジー                   | [ 137 ] |
| 20 | 2008年10月30日 | 生で青春リクスペシャル                     | [ 138 ] |
| 21 | 2008年11月13日 | アッキーナが生出演!?                       | [ 139 ] |
| 22 | 2008年11月20日 | 鹿児島から生中継クイズ                     | [ 140 ] |
| 23 | 2008年11月27日 | 生放送で恋の告白                           | [ 141 ] |
| 24 | 2008年12月04日 | ハピサプスペシャル                         | [ 142 ] |
| 25 | 2009年01月08日 | 新春歌合戦 in ふれあいホール               | [ 143 ] |
| 26 | 2009年01月15日 | ナマで冬のオシャレ講座                     | [ 144 ] |
| 27 | 2009年01月22日 | ナマでMTKスペシャル                        | [ 145 ] |
| 28 | 2009年01月29日 | ナマで羅夢がお助け団                       | [ 146 ] |
| 29 | 2009年02月12日 | ナマでバレンタイン特集                     | [ 147 ] |
| 30 | 2009年02月19日 | ナマで羅夢が熱唱                           | [ 148 ] |
| 31 | 2009年02月26日 | ナマでミスト特集                           | [ 149 ] |
| 32 | 2009年03月05日 | ナマで感謝祭全員集合                       | [ 150 ] |

### 新春歌合戦 in ふれあいホール
番組名
天才てれびくんMAX 新春歌合戦 in ふれあいホール
放送日時
2009年1月8日 木曜18:20 - 18:55（通常放送枠）
公演会場
NHKみんなの広場ふれあいホール（公開生放送）
入場者：188人
出演者
| チームこんどん                 | チームみのぽー                             |
| ------------------------------ | ------------------------------------------ |
| 渡邉聖斗、丸山瀬南、中村あやの | ミッチェル・ベンジャミン、伊藤元太、木村遼 |
| 川﨑樹音、重本ことり           | 藤井千帆、メロディー・チューバック         |
| 笠原拓巳、千葉一磨、武田聖夜   | 長谷川あかり、山田樹里亜、水本凜           |
| 小関裕太                       | 細田羅夢                                   |
| 加藤ジーナ、鍋本帆乃香         | 荒木次元、吉野翔太、島田翼、田中理来       |

- 審査員
  - くろひろ団（安田大サーカス）、山本梓、南明奈
- 司会者
  - ハリセンボン、大澤幹朗

出典

## ウキウキ木曜! 2009年度
| 生放送 | 2008 - 2009 - 2010 |

『天才てれびくんMAX』2009年度の木曜日に編成された生放送。

### 2009年度 基礎情報
- 期間：2009年4月2日 - 2010年3月4日
- 時間：木曜 18:20 - 18:54（34分）
- 回数：32回
- 舞台：秘密基地「ウキウキベース」
- 司会：ハリセンボン
  - 近藤春菜（こんどん）
  - 箕輪はるか（みのぽー） - 2009年7月2日より出演
- てれび戦士 衣装色
  - 中学生男子：    緑
  - 中学生女子：    濃赤
  - 小学生男子：    黄
  - 小学生女子：    橙

### 2009年度 コーナー
- お願いクッキングSHOW
- 新人戦士のコーナーちょ〜だい!

2009年度の新人てれび戦士10人が、生放送で持ちたいと思う自分のコーナーをプレゼンするコーナー。視聴者からの投票でトップだった、長江崚行の「ダンスバトラーりょうき」が採用された（後述）。なお「ダンスバトラー」終了後に鈴木純一朗がプレゼンした「純一朗のザ☆国際人」もコーナー化された（後述）。
- ウキウキうたごえプレゼント

視聴者が応援したい曲を、てれび戦士が歌いあげるコーナー。
- 6年B組近八先生

こんどん扮する近八（こんぱち）先生が視聴者から送られてきた「人生の進路相談」に対し、ありがたい言葉を贈るコーナー。一度重本ことりに事実上コーナーを乗っ取られて募集告知になったことがあった。
- 天てれキミとがんばる団

視聴者がてれび戦士と一緒に克服するコーナー。
- 執事ノエルのあなたがご主人様!

武田聖夜扮する執事ノエルが視聴者のもとに出向いて要望を叶えるはずだが、武田本来の性格が災いし毎回失敗に終わるのがお約束となっている。決め台詞は「あなたの願いをかのえーる」、後半は右手の人差指と親指をLの形に伸ばし、横にずらしながら言う。
- それゆけ!地元ヒーローズ

長谷川あかりがレポーターとなってその地方特有の地元ヒーローを紹介するコーナー。毎回アシスタントに置いている男子が敵役にさらわれるのがお約束である（ここで女子でない辺りが天てれらしさといえる）。
- ウキウキ生DENファンたじー
- 千帆ガイドの天てれ?(ハテナ)ツアーズ

藤井千帆扮する「千帆ガイド」が、「○○はどうやって作っているのか」や「○○の中はどうなっているのか」といった疑問を寄せてくれた視聴者と一緒に現地に出向き、疑問を解決するコーナー。
- さすらいのダンスバトラーRYOKI

「新人戦士のコーナーちょ〜だい!」で採用された企画。長江崚行が、全国のダンスが得意な視聴者とダンスバトルで戦うコーナー。プレゼン時の仮タイトルに「さすらいの」が加わり、「りょうき」がローマ字表記になった。第1回目のダンスバトルで負けてしまったため、第2回目のダンスバトルにおいて、長江が「負けたらコーナー止めます」と発言。結果、負けてしまったため、長江は約束を守り、コーナーを終了させることとなった。ちなみに、第2回目のダンスバトルの対戦相手はのちにHI's★creamのメンバーとなる山下朋美である。
- みのぽ〜のテラス

「みのぽ〜の窓」のアレンジ版。みのぽ〜お嬢様（お嬢様のコスプレをしたみのぽ〜）が視聴者からの質問に面白く答える。
- もしも美術館

視聴者が描いた「てれび戦士がもしも○○だったら」のイラストを紹介するコーナー。
- プンプン怒りコドモ

視聴者が投稿した、怒っていること、許せないことを紹介し、てれび戦士がそれに対して自分はどれだけ怒っているか「プンプン」という単位で判定する。
- 純一朗のザ☆国際人

「新人戦士のコーナーちょ〜だい!」にてかなり評判が良かったため、「さすらいのダンスバトラーRYOKI」と入れ替わる形でコーナー化された。「国際派戦士」鈴木純一朗が、ある外国と関係している場所に出向き、その国にちなんだクイズを出題し、スタジオのてれび戦士が解答する。

### 2009年度 放送日程
| 回 | 放送日         | サブタイトル                      | 脚注    |
| -- | -------------- | --------------------------------- | ------- |
| 01 | 2009年04月02日 | ナマで新戦士 全員集合             | [ 152 ] |
| 02 | 2009年04月09日 | ナマで新人が企画発表              | [ 153 ] |
| 03 | 2009年04月16日 | ナマで逆上がりに挑戦              | [ 154 ] |
| 04 | 2009年04月23日 | 生で新人企画発表                  | [ 155 ] |
| 05 | 2009年05月07日 | ことりとナマ電話!!                | [ 156 ] |
| 06 | 2009年05月14日 | 生で兵庫の温泉ヒーロー            | [ 157 ] |
| 07 | 2009年05月21日 | ナマで忍たま登場                  | [ 158 ] |
| 08 | 2009年05月28日 | メロと生電話                      | [ 159 ] |
| 09 | 2009年06月11日 | 生で新曲ダンドン熱唱              | [ 160 ] |
| 10 | 2009年06月18日 | ナマでアニメ工房を探検            | [ 161 ] |
| 11 | 2009年06月25日 | 女子だけで生 羅夢と有海登場       | [ 162 ] |
| 12 | 2009年07月02日 | 生で箕輪復活                      | [ 163 ] |
| 13 | 2009年09月03日 | ナマで夏休みの宿題発表            | [ 164 ] |
| 14 | 2009年09月10日 | 生でみんなのうた歌おう            | [ 165 ] |
| 15 | 2009年09月17日 | 生でMTK 新ユニット名発表          | [ 166 ] |
| 16 | 2009年09月24日 | ナマで夏イベ裏側第2弾             | [ 167 ] |
| 17 | 2009年10月08日 | ナマでドリ5初登場                 | [ 168 ] |
| 18 | 2009年10月15日 | 生でブラジルクイズ挑戦            | [ 169 ] |
| 19 | 2009年10月22日 | ナマで近八とみのぽー窓            | [ 170 ] |
| 20 | 2009年10月29日 | ナマでドリ5 ライブ情報            | [ 171 ] |
| 21 | 2009年11月12日 | 新MTK生ライブ特集!!               | [ 172 ] |
| 22 | 2009年11月19日 | ナマで真優香熱唱                  | [ 173 ] |
| 23 | 2009年11月26日 | ナマでドリ5 出張ライブ            | [ 174 ] |
| 24 | 2009年12月03日 | 生で横浜からMTKメドレー           | [ 175 ] |
| 25 | 2010年01月07日 | 新春バトル in ふれあいホール      | [ 176 ] |
| 26 | 2010年01月14日 | 三戦士の独占生放送                | [ 177 ] |
| 27 | 2010年01月21日 | ナマでドリ5 ライブ情報            | [ 178 ] |
| 28 | 2010年01月28日 | ナマでドリ5 新曲発表              | [ 179 ] |
| 29 | 2010年02月11日 | ナマで千帆の新MTKライブ           | [ 180 ] |
| 30 | 2010年02月18日 | ドリ5の新曲 MTKライブ             | [ 181 ] |
| 31 | 2010年02月25日 | もしも美術館 近八から歌プレゼント | [ 182 ] |
| 32 | 2010年03月04日 | ナマで視聴者リクエスト大感謝祭    | [ 183 ] |

### 新春バトル in ふれあいホール
番組名
天才てれびくんMAX 新春バトル in ふれあいホール
放送日時
2010年1月7日 木曜18:20 - 18:54（通常放送枠）
公演会場
NHKみんなの広場ふれあいホール（公開生放送）
入場者：240人
出演者
| チームRYOMA                    | チームNANAKA             |
| ------------------------------ | ------------------------ |
| 藤井千帆                       | 武田聖夜                 |
| 平田真優香、水本凜、鎮西寿々歌 | 長江崚行                 |
| 鈴木純一朗                     | 渡辺青來                 |
| メロディー・チューバック       | 重本ことり               |
| 中村あやの、白坂奈々           | 上妻成吾                 |
| 荒木次元、伊藤元太             | 加藤ジーナ、鍋本帆乃香   |
| 笠原拓巳、千葉一磨             | 長谷川あかり、鈴木美知代 |
| 齊藤稜駿                       | 脇菜々香                 |

- 司会者
  - ハリセンボン

出典

## ウキウキ木曜! 2010年度
| 生放送 | 2009 - 2010 - 2011 |

『天才てれびくんMAX』2010年度の木曜日に編成された生放送。

### 2010年度 基礎情報
- 期間：2010年4月8日 - 2011年3月3日
- 時間：木曜 18:20 - 18:54（34分）
- 回数：31回
- 舞台：天てれ学園 運動場「ウキウキスタジアム」
- 司会
  - 長友光弘（みっポン）
  - 木下優樹菜（ユッキーナ）
- てれび戦士 衣装色
  - 中学生男子：    黄緑
  - 中学生女子：    赤橙
  - 小学生男子：    黄
  - 小学生女子：    桃

### 2010年度 コーナー
- ユッキーナの時間

テーマに沿って視聴者が応募した自慢の服を着た全身写真を、木下がアドバイスする。コーナーの最後には、木下が気に入ったコーディネートに「ユッキーナ賞」が送られる。
- きょうのスペシャル
- ゲームの時間

てれび戦士が、毎月違ったゲームをする。
- みっポンの時間（2010年度第1回目の放送分では「ナガトモの時間」だった。）

1学期では、長友扮する妖精「ミッチェル」が、てれび戦士、視聴者の気になる未来の事について予言する形式だったが2学期からはジェスチャークイズ形式に変更。
- うたの時間

てれび戦士が、視聴者からリクエストされた曲を歌う。

### 2010年度 放送日程
| 回 | 放送日         | サブタイトル                     | 脚注    |
| -- | -------------- | -------------------------------- | ------- |
| 01 | 2010年04月08日 | ナマで新MC登場                   | [ 185 ] |
| 02 | 2010年04月15日 | 群馬から桜の生中継               | [ 186 ] |
| 03 | 2010年04月22日 | 生でヘアアレンジの方法           | [ 187 ] |
| 04 | 2010年05月06日 | 生で漁の仕事体験                 | [ 188 ] |
| 05 | 2010年05月13日 | 沖縄からウキウキ生中継           | [ 189 ] |
| 06 | 2010年05月20日 | ネコのカフェから生中継           | [ 190 ] |
| 07 | 2010年05月27日 | 生でハピサプ感謝の手紙           | [ 191 ] |
| 08 | 2010年06月10日 | 新MTKを男三人が熱唱              | [ 192 ] |
| 09 | 2010年06月17日 | てれび戦士が運動会をお手伝いだ!  | [ 193 ] |
| 10 | 2010年06月24日 | 生ドリーム5登場                  | [ 194 ] |
| 11 | 2010年07月01日 | 生で新MTK必見ライブ              | [ 195 ] |
| 12 | 2010年09月02日 | ステキ恋バナ 生ドラマ!           | [ 196 ] |
| 13 | 2010年09月09日 | 生で響・長友2倍頑張る            | [ 197 ] |
| 14 | 2010年09月16日 | 生放送で戦士胸キュン!            | [ 198 ] |
| 15 | 2010年09月23日 | MTKライブ 生歌披露!              | [ 199 ] |
| 16 | 2010年10月07日 | 生放送で新作MTK披露              | [ 200 ] |
| 17 | 2010年10月14日 | 大好評!生でキュン劇場            | [ 201 ] |
| 18 | 2010年10月21日 | 生放送で面白実験に挑戦           | [ 202 ] |
| 19 | 2010年10月28日 | 生で巨大○○登場!凛太朗感激!?      | [ 203 ] |
| 20 | 2010年11月11日 | 生にカラ登場 新曲披露!           | [ 204 ] |
| 21 | 2010年11月18日 | 生で新MTK2曲披露!ドリ5登場       | [ 205 ] |
| 22 | 2010年11月25日 | 生中継新企画 ちょっとしたスゴ技! | [ 206 ] |
| 23 | 2010年12月02日 | 青森で生中継 みんなでアレを探せ! | [ 207 ] |
| 24 | 2011年01月06日 | 優樹菜 年賀状書きに挑戦          | [ 208 ] |
| 25 | 2011年01月13日 | 生MTK披露 恋のキュンキュン劇場   | [ 209 ] |
| 26 | 2011年01月20日 | 夢に隠された秘密とは?生で大公開  | [ 210 ] |
| 27 | 2011年01月27日 | 電車生中継!車掌さんのお仕事体験  | [ 211 ] |
| 28 | 2011年02月10日 | 生で新MTKを披露                  | [ 212 ] |
| 29 | 2011年02月17日 | 生放送でお悩み解決?              | [ 213 ] |
| 30 | 2011年02月24日 | 生中継対決!辞書の達人スゴ技披露  | [ 214 ] |
| 31 | 2011年03月03日 | 生放送最終回 戦士全員MTK大合唱   | [ 215 ] |